# Municipio de Jefferson (Dakota del Norte)
El municipio de Jefferson (en inglés: Jefferson Township) es un municipio ubicado en el condado de Pierce en el estado estadounidense de Dakota del Norte. En el año 2010 tenía una población de 45 habitantes y una densidad poblacional de 0,48 personas por km².

## Geografía
El municipio de Jefferson se encuentra ubicado en las coordenadas 48°13′56″N 100°10′57″O / 48.23222, -100.18250. Según la Oficina del Censo de los Estados Unidos, el municipio tiene una superficie total de 93.74 km², de la cual 90,83 km² corresponden a tierra firme y (3,11 %) 2,91 km² es agua.

## Demografía
Según el censo de 2010, había 45 personas residiendo en el municipio de Jefferson. La densidad de población era de 0,48 hab./km². De los 45 habitantes, el municipio de Jefferson estaba compuesto por el 97,78 % blancos, el 2,22 % eran afroamericanos. Del total de la población el 0 % eran hispanos o latinos de cualquier raza.